# Richthofen (Familienname)
Richthofen ist ein deutscher Familienname.

## Namensträger
- Aliana Brodmann E. von Richthofen (* 1949), deutsche Autorin
- Barbara von Richthofen (1919–2019), deutsche Diakonisse
- Bernhard von Richthofen (1836–1895), deutscher Verwaltungsbeamter und Polizeipräsident
- Bolko von Richthofen (1899–1983), deutscher Prähistoriker
- Christian von Richthofen (* 1955), deutscher Schauspieler und Musiker
- Christian Ferdinand von Richthofen (1743–1813), preußischer Rittmeister und Landrat
- Dieprand von Richthofen (1875–1946), deutscher Richter und Politiker
- Else von Richthofen (1874–1973), deutsche Sozialwissenschaftlerin
- Emil von Richthofen (1810–1895), deutscher Diplomat
- Erich von Richthofen (1913–1988), deutscher Romanist, Mediävist und Hispanist
- Ernst von Richthofen (1825–1892), deutscher Jurist und Politiker, MdL Preußen
- Ernst von Richthofen (Landrat) (1858–1933), deutscher Landrat und Politiker, MdL Preußen
- Eugen von Richthofen (1810–1896), deutscher Generalmajor
- Ferdinand von Richthofen (1833–1905), deutscher Geograph und Forschungsreisender
- Frieda von Richthofen (1879–1956), deutsche Schriftstellerin und Übersetzerin
- Georg von Richthofen (1880–1950), deutscher Gutsherr und Landrat
- Gertrud von Richthofen (1831–1890), deutsche Autorin und Lyrikerin
- Gottlob von Richthofen (1777–1847), deutscher Generalmajor
- Götz von Richthofen (* 1964/1965), deutscher Basketballspieler
- Hans Jürgen von Richthofen (1940–2018), deutscher Gutsbesitzer und Volkswirt
- Hartmann von Richthofen (1878–1953), deutscher Diplomat, Bankier und Politiker
- Heinrich von Richthofen (1889–1986), deutscher Maler
- Herbert von Richthofen (1879–1952), deutscher  Diplomat
- Hermann von Richthofen (Landeshauptmann) (1860–1915), deutscher Landrat und Landeshauptmann
- Hermann von Richthofen (1933–2021), deutscher Diplomat
- Hugo Samuel von Richthofen (1842–1904), deutscher Verwaltungsjurist
- Joachim von Richthofen II. († 1981), deutscher Flugzeugbauer
- Johann Ernst Oswald von Richthofen (1767–1823), preußischer Landrat
- Karl von Richthofen (Landrat) (1787–1841), preußischer Landrat
- Karl von Richthofen (Rechtshistoriker) (1811–1888), deutscher Jurist und Rechtshistoriker
- Karl von Richthofen (Domkapitular) (1832–1876), deutscher Domkapitular
- Karl von Richthofen-Damsdorf (1842–1916), deutscher Regierungsbeamter, Rittergutsbesitzer und Mitglied des Deutschen Reichstags
- Klaus-Ferdinand von Richthofen (1941–2012), deutscher Staatssekretär
- Lothar von Richthofen (1894–1922), deutscher Jagdflieger
- Ludwig von Richthofen (1837–1873), deutscher Verwaltungsjurist und Politiker, Bürgermeister von Gütersloh
- Manfred von Richthofen (General) (1855–1939), deutscher General der Kavallerie
- Manfred von Richthofen (1892–1918), deutscher Militärflieger
- Manfred von Richthofen (Sportfunktionär) (1934–2014), deutscher Sportler und Sportfunktionär
- Oswald von Richthofen (Diplomat, 1847) (1847–1906), deutscher Diplomat und Staatssekretär
- Oswald von Richthofen (Diplomat, 1908) (1908–1994), deutscher Jurist und Diplomat
- Prätorius von Richthofen, auch Praetorius (1879–1949), deutscher Gutsbesitzer und Politiker
- Richard Kunisch von Richthofen (1828–1885), deutscher Landrat und Mitglied des Preußischen Abgeordnetenhauses
- Sigrid von Richthofen (1898–1977), deutsche Schauspielerin
- Theodor von Richthofen (1831–1901), deutscher Generalmajor
- Victor von Richthofen (1839–1909), deutscher Generalleutnant
- Wilhelm Diprand von Richthofen (1732–1808), preußischer Landrat
- Wolfram von Richthofen (Politiker) (1856–1922), deutscher Großagrarier und Politiker
- Wolfram von Richthofen (1895–1945), deutscher Generalfeldmarschall